# Tăuteni, Zastavna
Tăuteni, întâlnit și sub forma Tăutri, (în ucraineană Товтри, transliterat: Tovtrî și în germană Toutry) este un sat reședință de comună în raionul Zastavna din regiunea Cernăuți (Ucraina). Are 1,758 locuitori, preponderent ucraineni (ruteni).
Satul este situat la o altitudine de 191 metri, în apropierea râului Nistru, în partea de nord a raionului Zastavna.

## Istorie
Localitatea Tăuteni a făcut parte încă de la înființare din regiunea istorică Bucovina a Principatului Moldovei. Prima atestare documentară a localității datează din 5 ianuarie 1551.
În ianuarie 1775, ca urmare a atitudinii de neutralitate pe care a avut-o în timpul conflictului militar dintre Turcia și Rusia (1768-1774), Imperiul Habsburgic (Austria de astăzi) a primit o parte din teritoriul Moldovei, teritoriu cunoscut sub denumirea de Bucovina. După anexarea Bucovinei de către Imperiul Habsburgic în anul 1775, localitatea Tăuteni a făcut parte din Ducatul Bucovinei, guvernat de către austrieci, făcând parte din districtul Zastavna (în germană Zastawna). Din 1872, funcționa la Tăuteni o școală cu 4 clase.
După Unirea Bucovinei cu România la 28 noiembrie 1918, satul Tăuteni a făcut parte din componența României, în Plasa Nistrului a județului Cernăuți. Pe atunci, majoritatea populației era formată din ucraineni, existând și o comunitate de români. 
Ca urmare a Pactului Ribbentrop-Molotov (1939), Bucovina de Nord a fost anexată de către URSS la 28 iunie 1940, reintrând în componența României în perioada 1941-1944. Apoi, Bucovina de Nord a fost reocupată de către URSS în anul 1944 și integrată în componența RSS Ucrainene. 
Începând din anul 1991, satul Tăuteni face parte din raionul Zastavna al regiunii Cernăuți din cadrul Ucrainei independente. Conform recensământului din 1989, numărul locuitorilor care s-au declarat români plus moldoveni era de 2 (2+0), reprezentând 0,11% din populație . În prezent, satul are 1.758 locuitori, preponderent ucraineni.

## Demografie
Componența lingvistică a comunei Tăuteni
     Ucraineană (99,6%)
     Alte limbi (0,4%)
Conform recensământului din 2001, majoritatea populației comunei Tăuteni era vorbitoare de ucraineană (99,6%), existând în minoritate și vorbitori de alte limbi.
1989: 1.853 (recensământ)
2007: 1.758 (estimare)

### Recensământul din 1930
Componența etnică a comunei Tăuteni (județul Cernăuți)
     Ruteni (95,18%)
     Evrei (3,89%)
     Altă etnie (0,93%)
Componența confesională a comunei Tăuteni
     Ortodocși (94,35%)
     Romano-catolici (1,07%)
     Mozaici (3,89%)
     Greco-catolici (0,69%)
Conform recensământului efectuat în 1930, populația comunei Tăuteni se ridica la 2.056 locuitori. Majoritatea locuitorilor erau ruteni (95,18%), cu o minoritate de evrei (3,89%). Alte persoane s-au declarat: români (4 persoane) și polonezi (15 persoane). Din punct de vedere confesional, majoritatea locuitorilor erau ortodocși (94,35%), dar existau și mozaici (3,89%), romano-catolici (1,07%) și greco-catolici (0,69%). 